# Журавлёв, Сергей Владимирович
Сергей Владимирович Журавлёв (род. 20 ноября 1960, Москва) — советский и российский историк, доктор исторических наук. Заместитель директора Института российской истории РАН по научной работе.

## Биография
После окончания средней школы в г. Люберцы Московской области в 1978 году поступил в Московский государственный историко-архивный институт (МГИАИ) на факультет архивного дела (специальность историко-архивоведение). По окончании МГИАИ в 1984 году был призван в армию. После возвращения в январе 1986 году поступил работать по специальности в Центральный государственный архив Октябрьской революции соцстроительства г. Москвы — старшим архивистом, а вскоре был назначен и. о. зав. архивохранилищем. В 1986 году стал аспирантом Археографической комиссии АН СССР, будучи прикреплен для обучения к кафедре источниковедения и вспомогательных исторических дисциплин МГИАИ. В 1989 году защитил кандидатскую диссертацию «Источники по созданию „Истории фабрик и заводов“ Москвы в 1931—1938 гг.» под научным руководством С. О. Шмидта.
С августа 1989 года работает в Институте истории СССР в Центре изучения новейшей истории России и политологии, руководителем которого является на данный момент. В 2001 году защитил докторскую диссертацию «Иностранцы в Советской России в 1920—1930-е гг.: источники и методы социально-исторического исследования» (научный консультант — А. К. Соколов). С 2011 года — заместитель директора ИРИ РАН.
Входит в состав ученых и научно-экспертных советов РФФИ, архивов и музеев (РГАЭ, РГВА, Музей современной истории России и др.), является членом экспертного совета выставочного проекта «Россия — моя история».
Председатель диссертационного совета ИРИ РАН, редколлегии журналов «Slavic Review» и «Российская история», а также член Координационного комитета международной организации «Историки без границ». Владеет английским языком.
Является автором более 120 научных работ, в том числе 8 монографий.

## Основные работы
- Мода по-советски: роскошь в стране дефицита. М.: Изд-во «ИстЛит», 2019. 624 с. (в соавторстве с Ю. Гроновым);
- Egalitarian Concept and Practices of Labour Motivation in the Soviet Industry in the 1920-1980-s // The Journal of Comparative Economic Studies. Vol.13, December 2018. P. 103—128;
- Российская революция 1917 года: власть, общество, культура: в 2 т ./ отв. ред. Ю. А. Петров. М.: Политическая энциклопедия, 2017. Т. 1-2. (главы, в соавторстве в В. В. Тихоновым);
- Вклад историков в сохранение исторической памяти о Великой Отечественной войне (На материалах Комиссии по истории Великой Отечественной войны АН СССР, 1941 −1945 гг.). М.; СПб.: Центр гуманитарных инициатив, 2015. 383 с. (сборник документов);
- Великая Отечественная война 1941—1945 годов. В 12 тт. Т. 10. Государство, общество и война. М.: Кучково поле, 2014. 863 с. (рук. авторского коллектива, автор разделов по историографии и источниковедению);
- The Voice of the People: Letters from the Soviet Village, 1918—1932 / C.J. Storella and A.K. Sokolov, eds. Documents сompiled by S.V. Zhuravlev, and others. Commentary by C.J. Storella, A.K. Sokolov, S.V. Zhuravlev and V.V. Kabanov. New Haven & London: Yale University Press., 2012. 425 p. (сборник документов);
- История современной России. Период экономических реформ, 1992—1999. М.: Новый Хронограф, 2011. 311 с. (в соавторстве с Р. Г. Пихоей и А. К. Соколовым);
- «Маленькие люди» и «большая история»: иностранцы московского Электрозавода в советском обществе 1920—1930-х гг. M.: РОССПЭН, 2000. 352 с.;
- Феномен «Истории фабрик и заводов»: горьковское начинание в контексте эпохи 1930-х годов. М.: ИРИ РАН, 1997. 213 с.